# Little River County
Little River County är ett administrativt område i delstaten Arkansas, USA. År 2010 hade countyt 13 171 invånare. Den administrativa huvudorten (county seat) är Ashdown. 

## Geografi
Enligt United States Census Bureau har countyt en total area på 1 463 km². 1 378 km² av den arean är land och 85 km² är vatten. 

### Angränsande countyn
- Sevier County - nord
- Howard County - nordöst
- Hempstead County - öst
- Miller County - sydöst
- Bowie County, Texas - syd
- McCurtain County, Oklahoma - väst

### Städer och samhällen
- Ashdown (huvudort)
- Foreman
- Ogden
- Wilton
- Winthrop
- Yarborough Landing